# Гибралтарский музей
Гибралтарский музей — национальный музей истории, культуры и естественной истории, расположенный на британской заморской территории Гибралтар. Музей основан в 1930 году губернатором Гибралтара Александром Годли. В экспозиции представлены различные предметы многовековой истории города. Также в комплекс музея входят мавританские бани XIV века. C 1991 года директором музея является профессор Клайв Финлейсон.

## История создания
В XIX веке было несколько неудачных попыток создать музей в Гибралтаре. Первый известный череп взрослого неандертальца (так называемый череп Гибралтара) был доставлен в Музей естественной истории в Лондоне. Это была вторая найденная окаменелость неандертальца, найденная в 1848 году в карьере Форбс на северной стороне Гибралтарской скалы.
Первая известная коллекция, созданная в Гибралтаре, принадлежит Джону Уайту. Джон, имея поддержку со стороны своего старшего брата Гилберта Уайтом, собрал, изучил и отправил в Англию зоологические образцы.
Следующая известная запись того, что могло бы напоминать музей, датируется 1830 годом. В больнице Святого Бернара,существовала комната для образцов естественной истории и патологической анатомии. Но остатков такой коллекции не сохранилось.
Первое предложение об открытии музея в Гибралтаре было обсуждено в 1835 году на заседании Гибралтарского научного общества — группы офицеров британской армии. Был создан музей, который разместился в арендованном помещении. Музей стал настолько важным, что Гибралтарское научное общество сменило своё название на Музейное общество. И 3 марта 1848 года состоялась презентация черепа Гибралтара.
Создание действующего музея приписывают генералу Александру Годли, который был назначен губернатором Гибралтара в 1928 году. 30 июля 1929 года было создано Гибралтарское общество. Его основная цель заключалась в оказании помощи колониальным властям в создании музея.
Гибралтарский музей был открыт 24 июля 1930 года.
В 1970-х годах в Гибралтарском музее разместилось Гибралтарское общество орнитологии и естественной истории (GONHS). Основателями организации были куратор музея Хоакин Бенсусан и Клайв Финлейсон.
В 2018 году музей официально признан национальным музеем Гибралтара.